# Baie des Saintes
La baie des Saintes est une baie du littoral nord-ouest de l'île de Terre-de-Haut, dans l'archipel des Saintes, dépendance de la Guadeloupe. Elle fait partie du club des plus belles baies du monde.

## Géographie

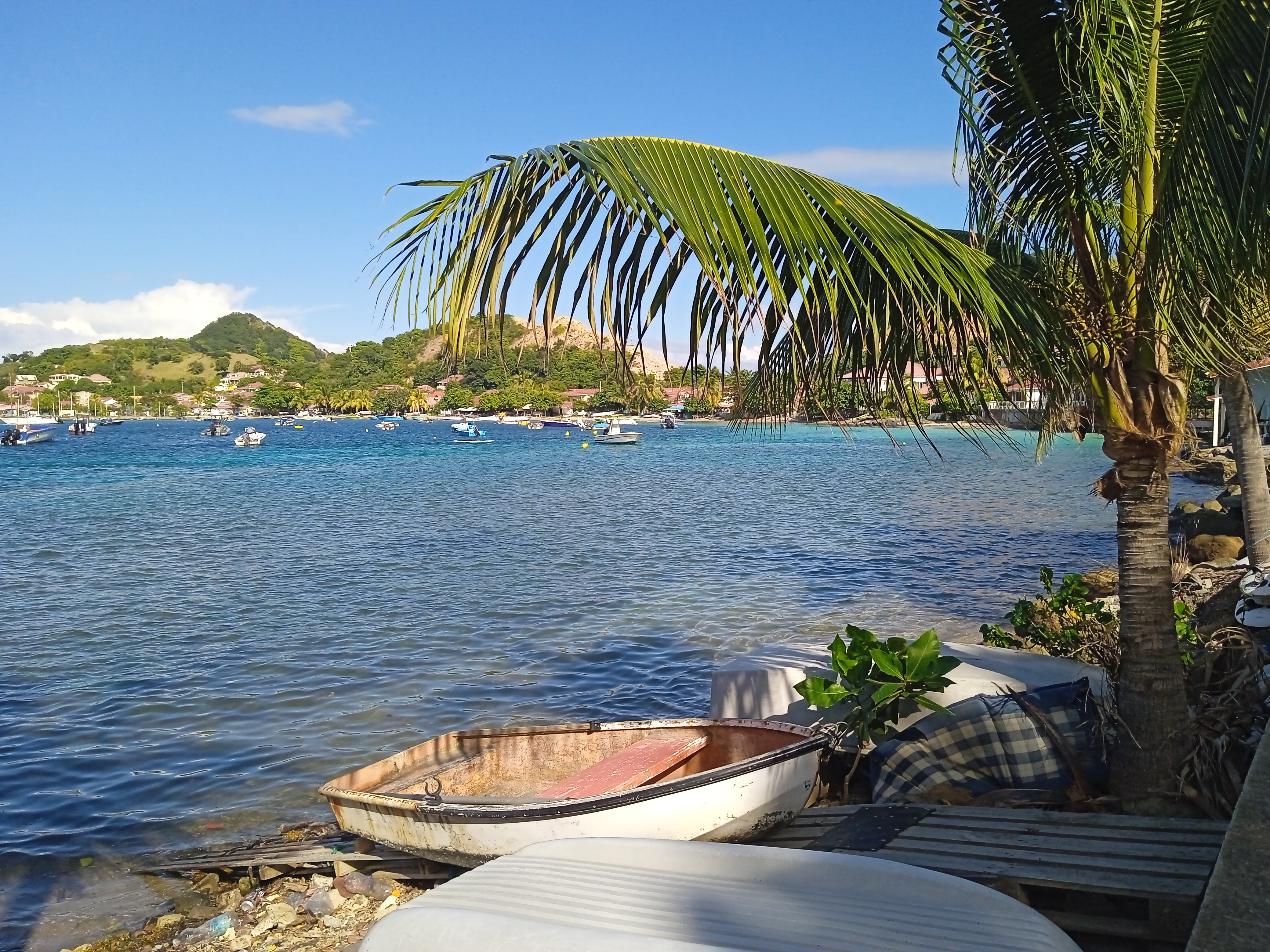
Anse du Bourg

D'une superficie de 5,2 km2, la baie des Saintes est délimitée, au nord-est, par la pointe Coquelet et, au sud-ouest, par le Pain de sucre. Elle est protégée par l'îlet à Cabrit au nord-ouest. Elle comprend plusieurs anses : anse Devant, anse Galet, anse du Fond Curé, Petite Anse, anse du Bourg, anse Mire. Le port de Terre-de-Haut est établi au fond de la baie.

## Importance stratégique
Trois forteresses sont construites sur le pourtour de la baie des Saintes: le fort Joséphine sur l'îlet à Cabrit, le fort Napoléon au-dessus de la pointe Coquelet et la batterie de la Tête-Rouge entre l'anse Galet et l'anse du Fond Curé. La baie a en effet été le théâtre de nombreuses batailles entre Français et Anglais entre le XVIIe siècle et le XIXe siècle. Elle a aussi servi de lieu de mouillage pour les pirates et les flibustiers.